# Borchgrevink-Nunatak
Der Borchgrevink-Nunatak ist ein 650 m hoher Nunatak, der sich über eine Länge von 2,5 km an der Südseite des Eingangs zum Richthofen-Pass an der Oskar-II.-Küste des Grahamlands auf der Antarktischen Halbinsel erstreckt.
Entdeckt wurde er 1902 bei der Schwedischen Antarktisexpedition (1901–1903) unter der Leitung von Otto Nordenskjöld, der ihn nach dem norwegischen Polarforscher Carsten Egeberg Borchgrevink (1864–1934) benannte.